# De Vest (natuurgebied)
De Vest is een in 2009 in gebruik genomen nieuw natuurgebied in de gemeente Waalwijk in Noord-Brabant. Het 12 hectare grote gebied is gelegen tussen Waspik en Waspik-Zuid in de polder 'Klein Waspik'. Het ligt ten zuiden van de voormalige Langstraatspoorlijn, nu het 'Halve Zolenpad'. Het gebied heeft naast een natuurlijke en recreatieve ook een cultuurhistorische waarde omdat hier een deel van de Zuiderwaterlinie heeft gelegen.

## Geschiedenis
Het vestingwerk maakte deel uit van de Zuiderwaterlinie, een inundatiegebied ten zuiden van de Maas dat in 1701 werd aangelegd, ten tijde van de Spaanse Successieoorlog. Omdat de Langstraat op een zandige hoogte in laaggelegen gebied lag, kon dit niet onder water worden gezet. Men moest dus door middel van verdedigingswerken voorkomen dat vanuit het zuiden komende troepen in hun opmars werden belemmerd. Hiertoe werd op deze plaats een retranchement aangelegd, een zigzag verlopende aarden wal met twee lunetten en twee redoutes. Na afloop van deze oorlog werd het retranchement verwaarloosd en in 1724 was het onbruikbaar geworden.
In 1740 brak echter de Oostenrijkse Successieoorlog uit. Hierbij sloot de Republiek der Nederlanden een bondgenootschap met Engeland tegen de Fransen. Een inval van de laatsten werd gevreesd en dus werd in 1745 de waterlinie weer in werking gesteld en in 1746 bouwde men een nieuw retranchement, nu met drie lunetten. De Fransen kwamen echter niet, doch in 1793 kwamen ze weer wél. De Zuiderwaterlinie functioneerde echter niet naar behoren, zodat de Fransen spoedig de Maas bereikten. Ze trokken zich echter terug omdat een grote Franse troepenmacht verslagen was in de Slag bij Terwinden. In 1794 kwamen de Fransen opnieuw. De waterlinie werd in werking gesteld, het geschut werd opgesteld en in het schootsveld werden de mensen uit hun huizen gejaagd, waarna deze werden gesloopt. Veel haalde dit niet uit. De Fransen werden weliswaar opgehouden door de waterlinie maar zij konden reeds in december, dankzij de vorst, de rivieren oversteken en tot Holland doordringen.
Aldus had het verdedigingswerk geen nut meer en raakte in verval. Ten tijde van de Belgische Opstand, in 1832, werd ter plaatse echter opnieuw een verdedigingswerk aangelegd. Het betrof een constructie van 800 meter lang. Een deel van de gracht is blijven bestaan, maar het werk zelf was in 1880 alweer verdwenen.

## Natuurgebied
Het gebied is door de gemeente Waalwijk ontwikkeld als compensatie voor het toestaan van woningbouw op landgoed Driessen. Natuurontwikkeling, cultuurhistorie en recreatie gaan hier samen. In 2008 werden aarden wallen opgeworpen om de contouren van de voormalige vestingwerken weer te geven. De nog bestaande gracht werd uitgegraven en vergroot. Er werd bos aangeplant, een boomgaard aangelegd en bloemrijk grasland ingezaaid. Het vochtige gebied is doorsneden met wandelpaden en een fietspad. Het sluit aan bij het natuurgebied Westelijke Langstraat, dat ten noorden van het Halve Zolenpad gelegen is. In 2009 werd het gebied feestelijk geopend met een nagespeelde verovering van het retranchement.